# 真空管式コンピュータ一覧

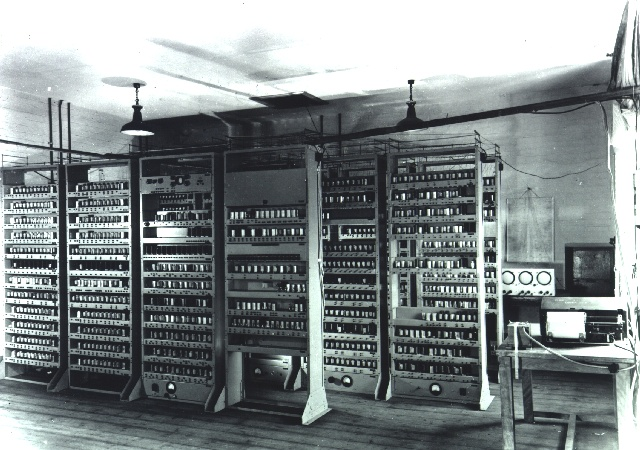
EDSAC

真空管式コンピュータ（しんくうかんしきコンピュータ）とは、第一世代コンピュータとも言い、真空管論理回路を使用したプログラム可能なデジタルコンピュータである。それ以前には電気機械式リレーを使用したシステムがあり、その後には（集積回路ではない個別の）トランジスタを使用したシステムがある。1940年代から1950年代にかけて製造されたが、1960年代に入ると信頼性に優れ、消費電力の少ないトランジスタの普及に伴い真空管式コンピュータは廃れた。
この一覧では、真空管式コンピュータの中でも特筆すべきものを挙げている。その中には、トランジスタを併用しているものもある。
| 名称                                   | 年月          | 備考 |
| -------------------------------------- | ------------- | --- |
| Atanasoff–Berry Computer               | 1942年        | チューリング完全ではなく、プログラム可能ではない。線型方程式系を解くことができる。 |
| Colossus                               | 1943年        | 初のプログラム可能（スイッチとプラグパネルによる）な電子デジタルコンピュータ。暗号解読用コンピュータで、ドイツのローレンツ暗号の解読のために使用された。21世紀に完全動作するレプリカが作製され、ブレッチリー・パークの国立コンピューティング博物館でデモンストレーションされている。         |
| ENIAC                                  | 1945年        | 初の大規模な汎用プログラマブル電子デジタルコンピュータ。ペンシルベニア大学ムーア・スクール（電気工学部）がアメリカ陸軍の弾道研究所のために建造した。当初は部品間の配線を変更することでプログラムされていたが、後にプログラム内蔵方式に変更された。                                           |
| Manchester Baby                        | 1948年        | 1948年6月に稼働した初のプログラム内蔵方式の電子コンピュータ。Manchester Mark Iのプロトタイプ。マンチェスター科学産業博物館でレプリカが実演されている。 |
| SSEC                                   | 1948年        | IBMが開発した電気機械式計算機。 |
| Manchester Mark I                      | 1949年        | 1949年4月に稼働。初のインデックスレジスタ。1951年にFerranti Mark 1に置き換えられた。 |
| EDSAC                                  | 1949年        | 1949年5月6日に稼働し、1958年までケンブリッジ大学で使用された。完全動作するレプリカがブレッチリー・パークの国立コンピューティング博物館にある。 |
| BINAC                                  | 1949年        | 初の商用のプログラム内蔵式コンピュータだが、動作が不安定だったため、顧客先では使用されなかった。 |
| CSIRAC                                 | 1949年        | 現存する最古の第一世代コンピュータ。ただし、修理されておらず、動作しない。 |
| SEAC                                   | 1950年        | アメリカ合衆国で初めて稼働したプログラム内蔵式コンピュータ。国立標準局が製作し、局内で使用された。ロジックに半導体ダイオード回路を使用した。以降のコンピュータのいくつかはSEACの設計に基づいている。                                                                                         |
| SWAC                                   | 1950年        | アメリカ国家標準局が使用した。2,300の真空管が使われていた。ウィリアムス管を使用した、256ワード（37ビット幅）のメモリを備えていた。 |
| UNIVAC 1101(ERA Atlas)                 | 1950年        | 2,700本の真空管を論理回路に使用した |
| MADDIDA                                | 1950年        | 微分方程式を解くための専用デジタルコンピュータ。6トラックの磁気ドラムを使用して、44台の積分回路が実装された。積分回路の相互接続は、ビットの適切なパターンをトラックの1つに書き込むことによって指定された。                                                                                   |
| パイロットACE                          | 1950年        | アラン・チューリングが設計した。 |
| Elliott 152                            | 1950年        | 海軍の火器管制用コンピュータ。リアルタイムの制御が可能なシステムだが、プログラムは固定式だった。 |
| Harvard Mark III                       | 1951年        | 5,000本の真空管と1,500個のダイオードを使用した。 |
| Ferranti Mark 1                        | 1951年        | 初の商用で稼働したコンピュータ。Manchester Mark Iを元に設計された。 |
| EDVAC                                  | 1951年        | ENIACの後継機で、同様にペンシルベニア大学ムーア・スクールがアメリカ陸軍弾道研究所のために建造した。世界で初めて設計されたプログラム内蔵方式コンピュータの1つであるが、稼働開始が遅れた。EDVACの設計がまとめられた「EDVACに関する報告書の第一草稿」は、多くの他のコンピュータに影響を与えた。 |
| ハーウェル・コンピュータ               | 1951年        | オリジナルが稼働する世界最古のコンピュータ。ブレッチリー・パークの国立コンピューティング博物館で時々デモンストレーションが行われる。 |
| Whirlwind                              | 1951年        | 約5,000本の真空管を使用。初めて磁気コアメモリを使用。 |
| UNIVAC I                               | 1951年        | 世界初の商用コンピュータ。46台が製造された。 |
| LEO                                    | 1951年        | 世界初の顧客側によって作られたコンピュータ。レストランチェーンであるJ・リヨンスが製造した。EDSACを元に設計された。 |
| UNIVAC 1101                            | 1951年        | ERAが設計した。論理回路に2,700本の真空管を使用した。 |
| ホレリス電子計算機(HEC)                | 1951年        | アンドリュー・ドナルド・ブースが最初の設計を行い、ブリティッシュ・タビュレーティング・マシン(BTM)が製造した。HEC 1はブレッチリー・パークの国立コンピューティング博物館に展示されている。 |
| IASマシン                              | 1951年        | プリンストン高等研究所(IAS)にて製造された。ジョン・フォン・ノイマンの設計（ノイマン型）に基づいていることから、「ノイマン・マシン」とも呼ばれる。1,500本の真空管を使用した。このコンピュータを元に15台のコンピュータが製作された。                                                           |
| MESM                                   | 1951年        | ソビエト連邦初の汎用電子コンピュータ。キエフ近郊で製造された。6,000本の真空管を使用した。基本的にノイマン型アーキテクチャに近い設計だが、プログラム用とデータ用の2つの独立したメモリを持っていた。                                                                                           |
| Remington Rand 409                     | 1952年        | レミントンランドが製造した。パンチカード計算機であり、プラグボードでプログラミング可能であった。 |
| Harvard Mark IV                        | 1952年        | ハワード・エイケンの指導の下でハーバード大学がアメリカ空軍のために製造した。 |
| G1                                     | 1952年        | ゲッティンゲンのマックス・プランク物理学研究所のヘインズ・ビリングらにより製造された。 |
| ORDVAC                                 | 1952年        | イリノイ大学が弾道研究所のために製造した。ILLIAC Iと互換性があった。 |
| ILLIAC I                               | 1952年        | イリノイ大学が製造した。教育研究機関が自前で開発して所有した最初のコンピュータ。 |
| MANIAC I                               | 1952年        | ロスアラモス国立研究所がIASマシンをベースとして製造した。 |
| IBM 701                                | 1952年        | IBMがIASマシンをベースとして製造した。1号機は米国原子力委員会に納入され、「国防計算機」とも呼ばれた。 |
| BESM-1, BESM-2                         | 1952年        | ソビエト連邦で製造された。 |
| Bull Gamma 3                           | 1952年        | フランスのグループ・ブルが製造した。約400本の真空管を使用した。 |
| AVIDAC                                 | 1953年        | IASマシンをベースとして製造された。 |
| FLAC                                   | 1953年        | SEACをベースとして製造された。パトリック空軍基地に設置された。 |
| JOHNNIAC                               | 1953年        | ランド研究所がIASマシンをベースとして製造した。 |
| IBM 702                                | 1953年        | IBMが製造したビジネス用途のコンピュータ。 |
| UNIVAC 1103                            | 1953年        | ERAが設計した。 |
| RAYDAC                                 | 1953年        | レイセオンが海軍ミサイル試験センターのために製造した。 |
| ストレラ                               | 1953年        | ソビエト連邦で製造された。 |
| データトロン                           | 1954年        | エレクトロデータが製造した商用コンピュータ。 |
| IBM 650                                | 1954年        | 世界初の大量生産されたコンピュータ。 |
| IBM 704                                | 1954年        | 世界初の浮動小数点数演算ハードウェアを搭載した量産機。科学用途向け。 |
| IBM 705                                | 1954年        | IBM 702とほぼ互換性のある業務用コンピュータ。ミュンヘンコンピュータ博物館に動作しない状態のものが所蔵されている。 |
| BESK                                   | 1954年4月     | スウェーデン初の真空管を使用した電子計算機であり、製造時は世界最速の計算速度を有した。 |
| IBM NORC                               | 1954年12月    | IBMが米海軍装備局のために製造した。世界初のスーパーコンピュータであり、少なくとも2年間は世界最速のコンピュータだった。論理回路に9,800本の真空管を使用した。 |
| UNIVAC 1102                            | 1954年        | 米空軍のために製造されたUNIVAC 1101のカスタマイズ版。 |
| DYSEAC                                 | 1954年        | アメリカ国立標準局が製造したSEACの改良版。トラックの荷台に据え付けられており、世界初の可搬式コンピュータである。 |
| WISC                                   | 1954年        | ウィスコンシン大学マディソン校が製造した。 |
| CALDIC                                 | 1955年        | コスト低減と操作の容易性を基本理念として設計製作された。 |
| イングリッシュ・エレクトリック DUECE   | 1955年        | ACEの商用版。 |
| Zuse Z22                               | 1955年        | 初期の商用コンピュータ。 |
| ERMETH                                 | 1955          | チューリッヒ工科大学でエドゥアルト・シュティーフェル、ハインツ・ルティスハウザー、アンブロス・シュパイザーにより製造された。スイス初の真空管式コンピュータ。 |
| WEIZAC                                 | 1955年        | イスラエルのワイツマン科学研究所で製造された。初の中東で設計されたコンピュータ。 |
| アクセル・ヴェナー＝グレン ALWAC III-E | 1955年        | |
| IBM 305 RAMAC                          | 1956年        | 初の二次記憶装置として可動ヘッドハードディスクドライブを使用した商用コンピュータ。 |
| SMIL                                   | 1956年        | スウェーデンでIASマシンをベースに製造された。 |
| Bendix G-15                            | 1956年        | ベンディックス社が科学・工業用に製造した小型コンピュータ。450本の真空管と300個のゲルマニウムダイオードを使用した。 |
| LGP-30                                 | 1956年        | リブラスコープが製造したデータ処理システム。113本の真空管と1450個のダイオードを使用した。 |
| UNIVAC 1103A                           | 1956年        | ハードウェア割り込みを持つ初のコンピュータ。 |
| FUJIC                                  | 1956年        | 日本初の電子コンピュータ。富士フイルムでレンズの性能計算のために設計された。 |
| Ferranti Pegasus                       | 1956年        | 事務用の磁歪遅延線メモリを備えた真空管コンピュータ。完全動作品が残る世界で2番目に古いコンピュータ。 |
| SILLIAC                                | 1956年        | シドニー大学でILLIACとORDVACをベースに製造された。 |
| RCA BIZMAC                             | 1956年        | RCA初の商用コンピュータ。25,000本の真空管を使用した。 |
| ウラルシリーズ                         | 1956 - 1964年 | ソ連のコンピュータ。Ural-1からUral-4までが製造された。 |
| DASK                                   | 1957年        | デンマーク初のコンピュータ。初期のALGOLが実装された。 |
| UNIVAC 1104                            | 1957年        | UNIVAC 1103の30ビット版。 |
| Ferranti Mercury                       | 1957年        | フェランティによる初期の商用真空管式コンピュータ。コアメモリとハードウェアによる浮動小数点演算を備えていた。 |
| IBM 610                                | 1957年        | 個人での使用を念頭に置いて設計された小型コンピュータ。世界初のパーソナルコンピュータの一つ。 |
| FACIT EDB 2                            | 1957年        | |
| MANIAC II                              | 1957年        | カリフォルニア大学とロスアラモス国立研究所が製造。 |
| MISTIC                                 | 1957年        | ミシガン州立大学がILLIAC Iをベースに製造。 |
| MUSASINO-1                             | 1957年        | ILLIAC Iをベースに製造された日本のコンピュータ。 |
| EDSAC 2                                | 1958年        | 初のマイクロプログラム制御装置とビットスライスハードウェアアーキテクチャを備えたコンピュータ。 |
| IBM 709                                | 1958年        | IBM 704の改良版 |
| UNIVAC II                              | 1958年        | UNIVAC Iの完全互換性のある改良版 |
| UNIVAC 1105                            | 1958年        | UNIVAC 1103の後継機 |
| AN/FSQ-7                               | 1958年        | これまでに製造された中で最大の真空管式コンピュータ。半自動式防空管制組織(SAGE)計画のために52台が製造され、1983年まで使用された。 |
| ZEBRA                                  | 1958年        | オランダで設計され、イギリスのSTC社が製造した。 |
| Ferranti Perseus                       | 1959年        | [ 14 ] [ 15 ] [ 16 ] |
| TAC                                    | 1959年        | 東京大学が開発したコンピュータ。 |
| TIFRAC                                 | 1960年        | 初のインドで開発されたコンピュータ。ムンバイのタタ基礎研究所が開発した。 |
| CER-10                                 | 1960年        | 初のユーゴスラビアで開発されたコンピュータ。一部にトランジスタを使用していた。 |
| Sumlock ANITA                          | 1961年        | 世界初の卓上計算機 |